# El Manantial (Los Santos)
El Manantial es un corregimiento ubicado en el distrito de Las Tablas en la provincia panameña de Los Santos. En el año 2023 tenía una población de 1497 habitantes y una densidad poblacional de 45 personas por km².
Su nombre obedece a que en sus territorios había muchos “manaderos” (brotes de agua) quedándose así como  El Manantial. El Manantial está formado por: Las Cocobola, Campo Alegre, Uverito, Mensabé, Playa El Jobo, Estero, Boca La Laja. 

## Geografía física
De acuerdo con los datos del INEC el corregimiento posee un área de 33,2 km².

## Demografía
De acuerdo con el censo del año 2010, el corregimiento tenía una población de unos 909 habitantes. La densidad poblacional era de 33,2 habitantes por km². 